# پاناگیا تیس آنگلوکتیستیس

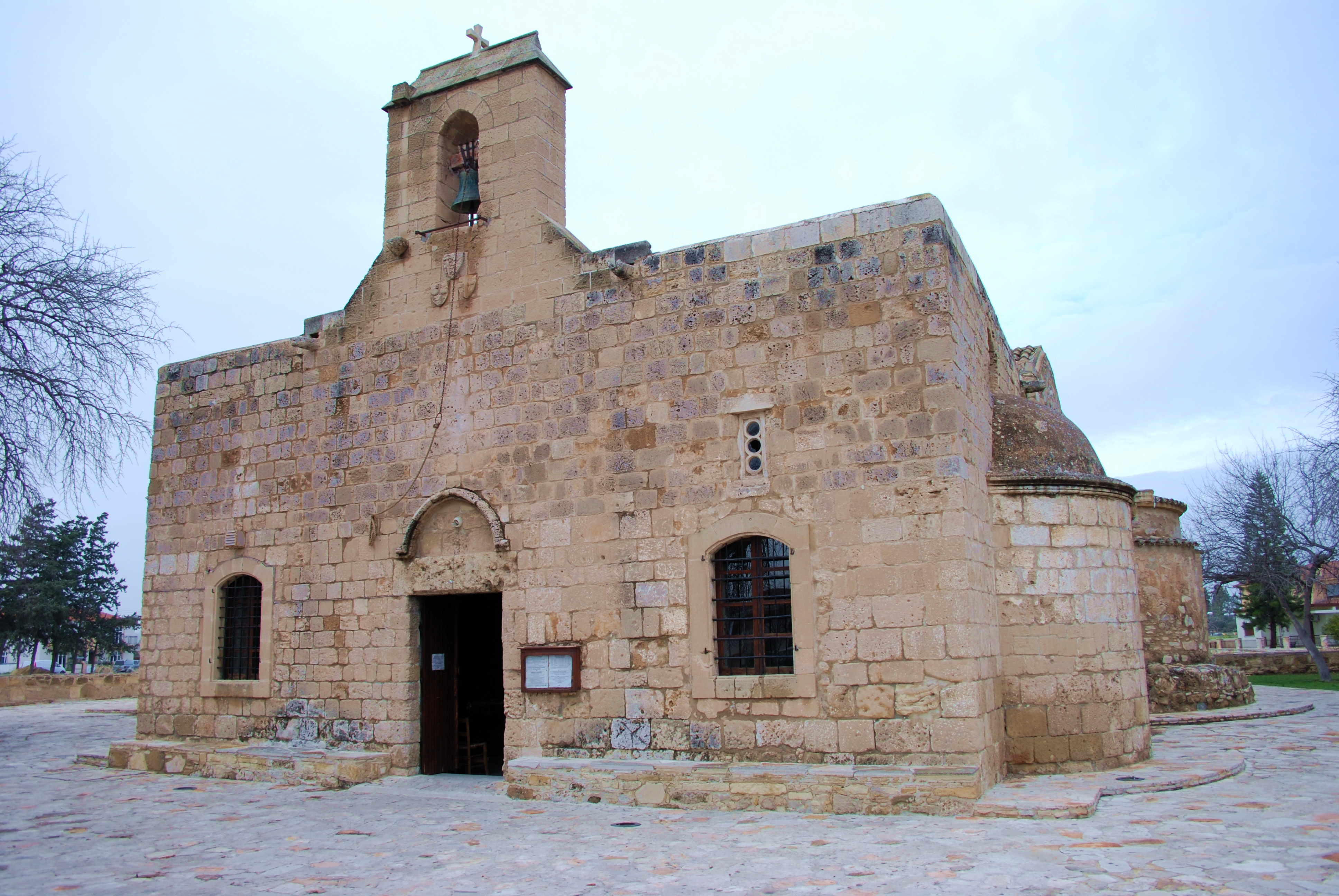

پاناگیا تیس آنگِلوکتیستیس (یونانی: Παναγία της Αγγελόκτιστης) یا پاناگیا آنگلوکتیستی (Παναγία Αγγελόκτιστη، «پاناگیا ساخته‌شده توسط فرشتگان») کلیسای بیزانسی واقع‌شده در روستای کایتی، قبرس خدود ۱۲ کیلومتری جنوب‌غربی شهر کنونی لارناکا و شهر باستانی کیتیون است.
کلیسای پاناگیا آنگلوکتیستی به عنوان یک میراث جهانی یونسکوی احتمالی در سپتامبر ۲۰۱۵ ثبت شد و هم‌اکنون در فهرست آزمایشی میراث جهانی یونسکو قرار دارد.

## تاریخ

### سده ۵ تا ۶

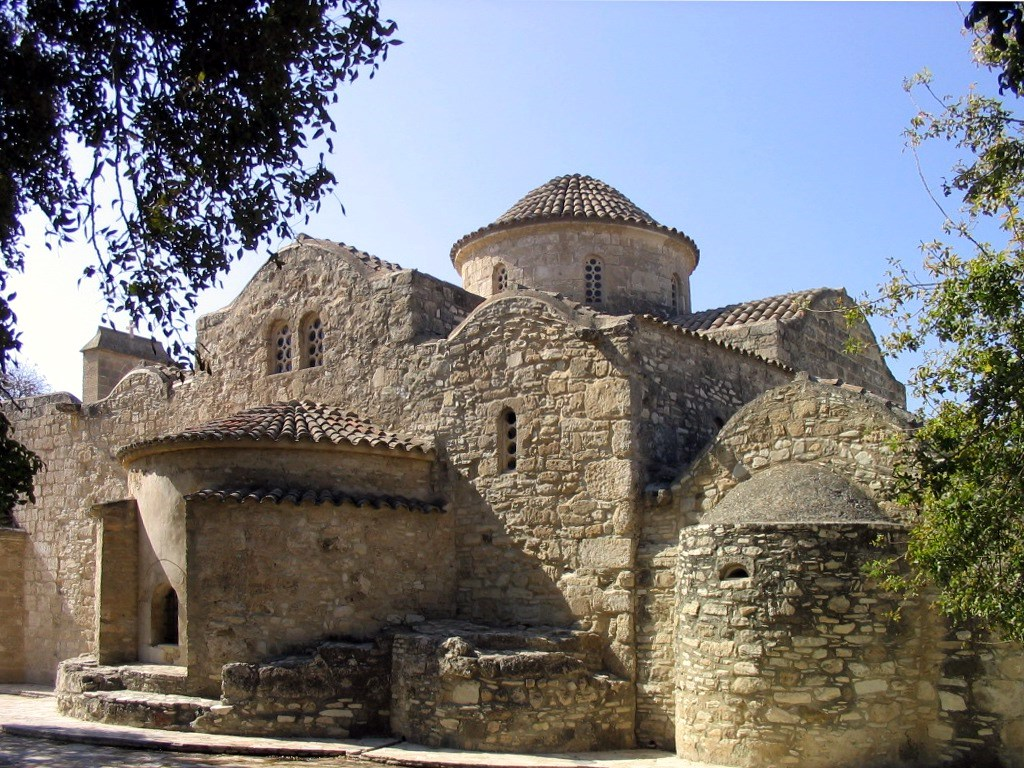

ساختار ابتدایی کلیسا یک بازیلیکا با سقف چوبی بود؛ در آن دوران تمام بازیلیکاها در قبرس نیز سقف چوبی داشتند. بازیلیکا احتمالاً در سدهٔ پنجم میلادی ساخته شده باشد، هرچند که پیشینهٔ موزائیک آن به دوران سدهٔ ششم میلادی می‌رسد. در این دوران جزیرهٔ قبرس برای بیش از ۱۰۰ سال تحت حکومت امپراتوری روم شرقی بوده‌است.
مانند بسیاری از بازیلیکاهای قبرس، بازیلیکای کایتی در حدود سده‌های هفتم و هشتم ویران شد. برخی از مورخان خاطرنشان کرده‌اند که این ویرانی مصادف با بسیاری از حملات اعراب در این منطقه است، زیرا امپراتوری بیزانس به سختی می‌توانست از مناطق پیرامون امپراتوری محافظت کند. مورخان دیگر خاطرنشان کرده‌اند که این کلیساها سازه‌های چوبی بودند و با چراغ‌های نفتی روشن می‌شدند که «در بهترین زمان خطر آتش‌سوزی بدی بود».  معبر و موزاییک معروف پاناگیا تیس آنگلوکتیستیس از تخریب جان سالم به در بردند و در کلیسایی که بعداً بر روی پایه های کلیسای ساخته شد گنجانده شدند. مریلیس خاطرنشان می‌کند که «در سال‌های ۹-۶۸۸، خلیفه عبدالملک (حکومت ۶۸۵-۷۰۵) با ژوستینین دوم قراردادی امضا کرد که در آن قبرس [به قلمرو بی‌طرفی تبدیل شد]… [و] قبرس به دلیل وضعیت بی‌طرف خود، تا حد زیادی تحت تأثیر مناقشات شمایل‌شکنان قرار نگرفت (۷۳۰-۸۴۳)». 